# Bedford Dormobile

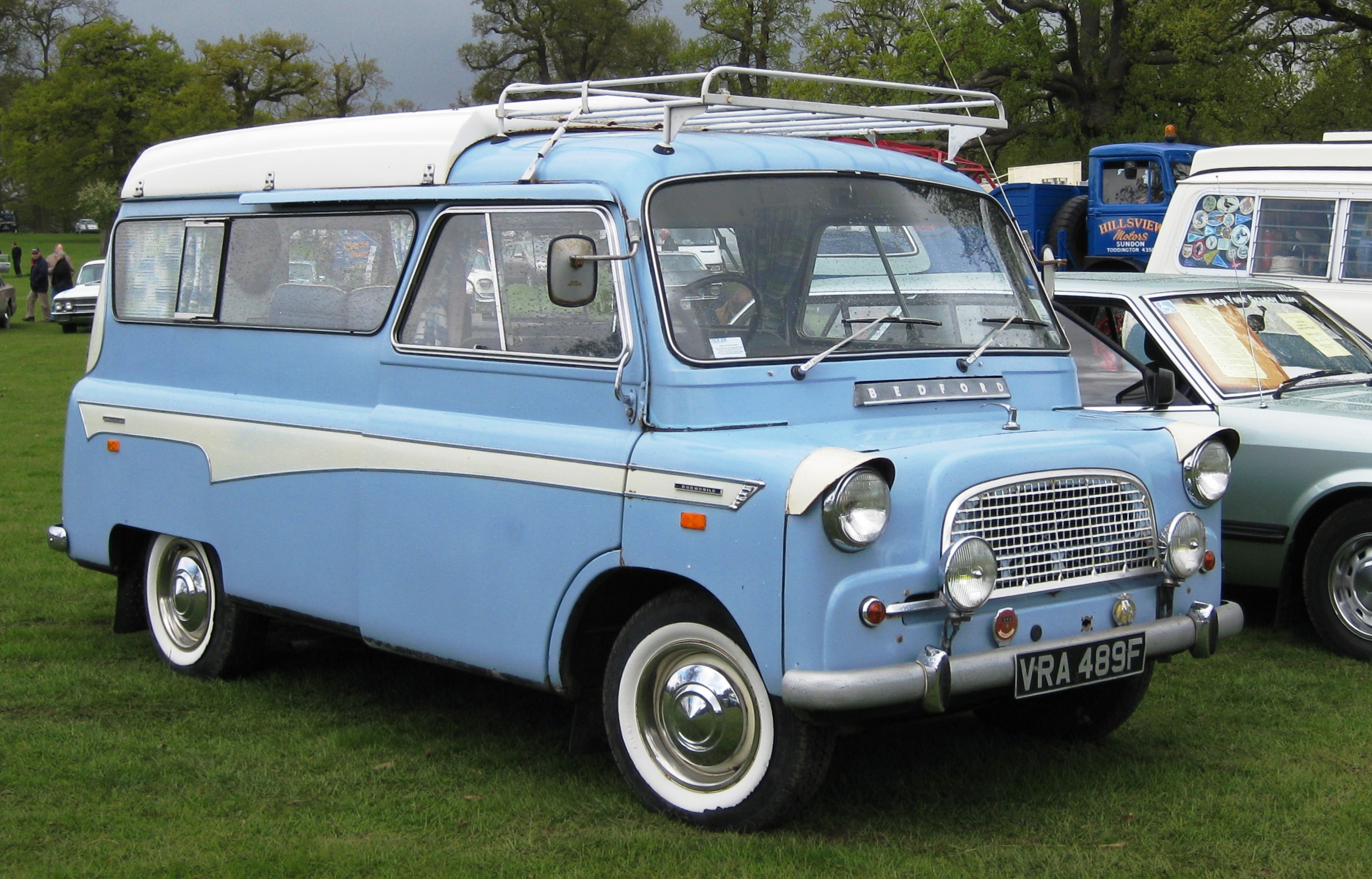
Bedford CA Dormobile (1968)

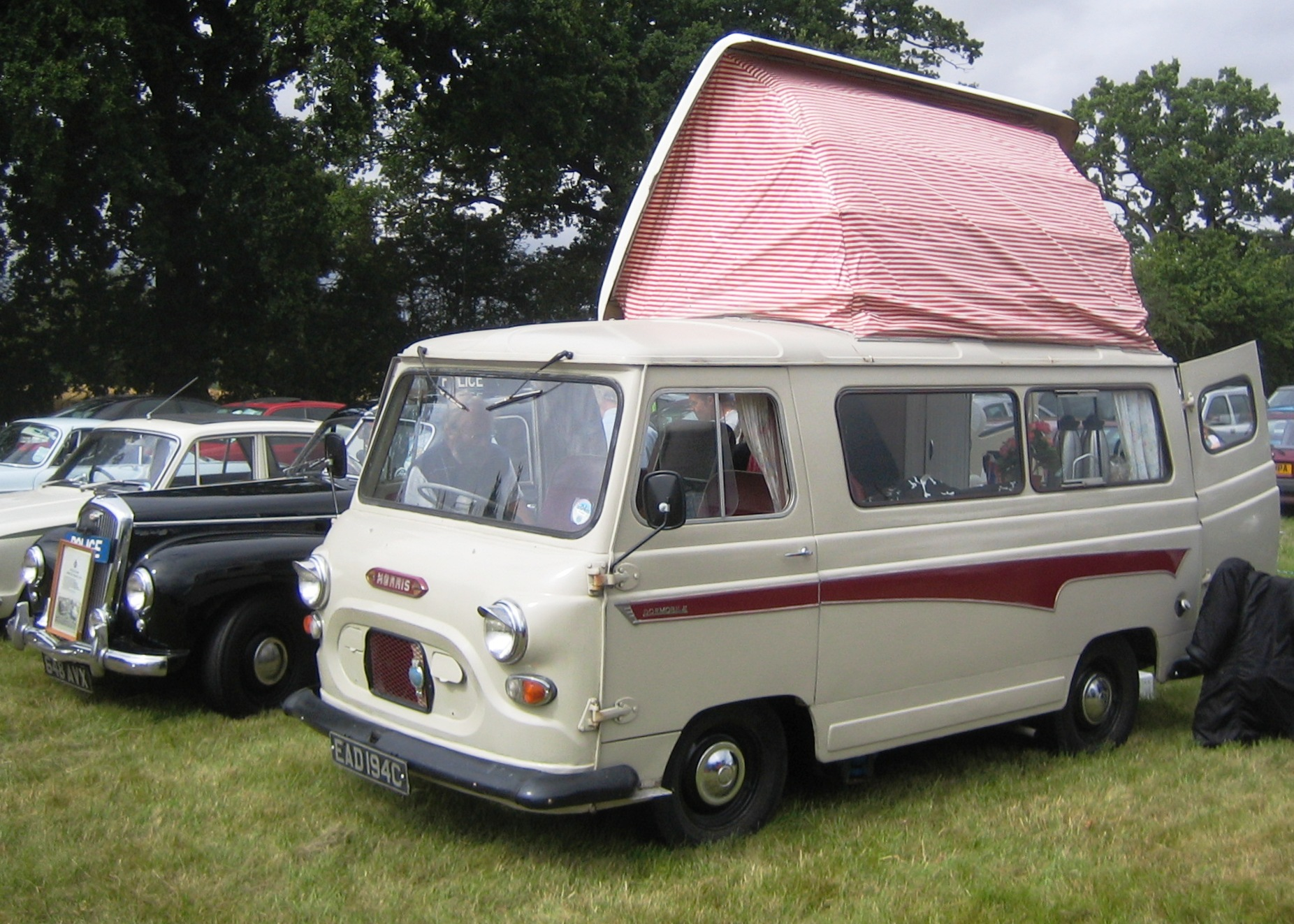
Obwohl der Name Dormobile eigentlich nur für Camper auf Basis des Bedford CA verwendet wurde, gab es auch Umbauten auf Basis von Konkurrenzprodukten des Bedford, wie z. B. hier des Morris J4 von 1965.

Der Bedford Dormobile ist ein Camper-Umbau aus den 1960er-Jahren auf Basis des Bedford CA und nach dessen Produktionseinstellung 1969 auch auf Basis des Bedford CF. Er wurde in Folkestone (Kent) von der Fa. Martin Walter gebaut. Diese Firma baute später eine Reihe anderer Transporter für andere Zwecke um, z. B. in Minibusse, Ambulanzfahrzeuge usw., bevor sie Mitte der 1990er-Jahre zusammenbrach.
Der Romanautor Anthony Burgess, der ein Dormobile besaß und es in den späten 1960er-Jahren als mobiles Heim und Fahrzeug für seine Reisen durch ganz Westeuropa benutzte, beschrieb es als „ein Wunder britischer Ingenieurskunst, allerdings stark geschädigt durch die typisch britische Ausführung: Es fehlen Schrauben, die Holzverkleidungen sind nicht eben …“